# Мамаевы (деревня)
 Мамаевы  — опустевшая деревня в Свечинском районе Кировской области.

## География
Расположена на расстоянии примерно 29 км по прямой на север от районного центра поселка Свеча.

## История
Известна была с 1802 года как займище Окуловское с 2 дворами, в 1873 году здесь (починок Окуловской или Ежи) дворов 5 и жителей 37, в 1905 (снова займище Окуловское или Ежи) 11 и 84, в 1926 (уже деревня Ежи) 12 и 51, в 1950 11 и 39. С 2002 года Мамаевы. В 2006-2010 годах находилась в составе Круглыжского сельского поселения, в 2010-2019 Свечинского сельского поселения.

## Население
Постоянное население составляло 2 чел.(русские 100%) в 2002 году, 0 в 2010.